# Hans-Ulrich von Oertzen
Hans-Ulrich von Oertzen (Berlino, 6 marzo 1915 – Berlino, 21 luglio 1944) è stato un ufficiale tedesco che fece parte della Heeresgruppe Mitte della Wehrmacht durante la seconda guerra mondiale, prendendo parte all'Attentato a Hitler del 20 luglio 1944.

## Biografia
Nato a Berlino da una nobile famiglia, seguì il padre nell'esercito, diventando ufficiale di stato maggiore. Durante la seconda guerra mondiale venne promosso Maggiore e dal 1943 fu in servizio nell'Heeresgruppe Mitte sotto Generalmaggiore Henning von Tresckow, uno dei principali membri della resistenza. Contribuì, insieme a Claus von Stauffenberg, allo sviluppo dell'Operazione Valchiria. Il 26 marzo 1944 si è sposò con Ingrid von Oertzen Langenn.
Il 20 luglio 1944 era l'ufficiale di collegamento presso il comando del gruppo di difesa III di Berlino e passò i primi ordini di "Valkyrie". Dopo il fallimento del tentativo di colpo di Stato, venne arrestato e interrogato dal generale Joachim von Kortzfleisch e da Karl Freiherr von Thüngen, egli stesso un membro della resistenza. Non vi era alcuna prova di complicità nella vicenda fino alla mattina seguente, quando un segretario riferì di aver visto Oertzen con von Stauffenberg. Con l'imminente arrivo della Gestapo, si uccise facendo esplodere due bombe a mano.